# Чіґуса Кітані
Кітані Чіґуса (木谷 千種, 17 лютого 1895 — 24 січня 1947) — японська художниця в стилі ніхонґа та викладачка живопису. Відома своїми біджінґа (портретами вродливих жінок). Справжнє ім'я — Йошіока Ей (吉岡 英).
Народилася в Кіта-ку («північний район») міста Осака. Навчалася у школі Шімідзудані, де вивчала качо-е (малюнки птахів і квітів) під керівництвом Фукада Чьокуджьо (深田直城), відомого художника школи Шіджьо. Переїхала в Токіо, щоб навчатися у Ікеда Шьоен (池田蕉園). Після повернення в Осаку, була ученицею Кітано Цунетомі та Нода Кьюхо (野田九浦). У 1919-му році навчалася в Кіото у Кікучі Кейґецу. Також два роки провела у місті Сієтл, штат Вашинґтон.
У 1920-му році одружилася з Кітані Хоґін (木谷蓬吟), дослідника творчості Чікамацу Мондзаемона. Того ж року заснувала школу малювання у рідній Осаці. Її метою було виховання талановитих художниць та покращення статусу жінок в мистецтві в цілому.